# Виракоча
Виракоча в митологията на инките е бог, създал света и цивилизацията. Той имал син – Инти, бог на слънцето, а според някои легенди Манко Капак, първият владетел на инките, е негов внук.
Контики Виракоча е бил наречен „Невидимият Бог“. Той за кратко заменя Бога-слънце, но така и не успява да се наложи в Перу.